# اسپرینگ هیل، کوئینزلند
اسپرینگ هیل (به انگلیسی: Spring Hill) یک حومه شهر در استرالیا است که در کوئینزلند واقع شده‌است.